# Mark Randall (cestista)
Mark Christopher Randall (Edina, 30 settembre 1967) è un ex cestista e allenatore di pallacanestro statunitense, professionista nella NBA.

## Carriera
È stato selezionato dai Chicago Bulls al primo giro del Draft NBA 1991 (26ª scelta assoluta).
Con gli Stati Uniti ha disputato i Campionati mondiali del 1990.

## Palmarès
- McDonald's All-American Game (1986)